# Sax (kniv)

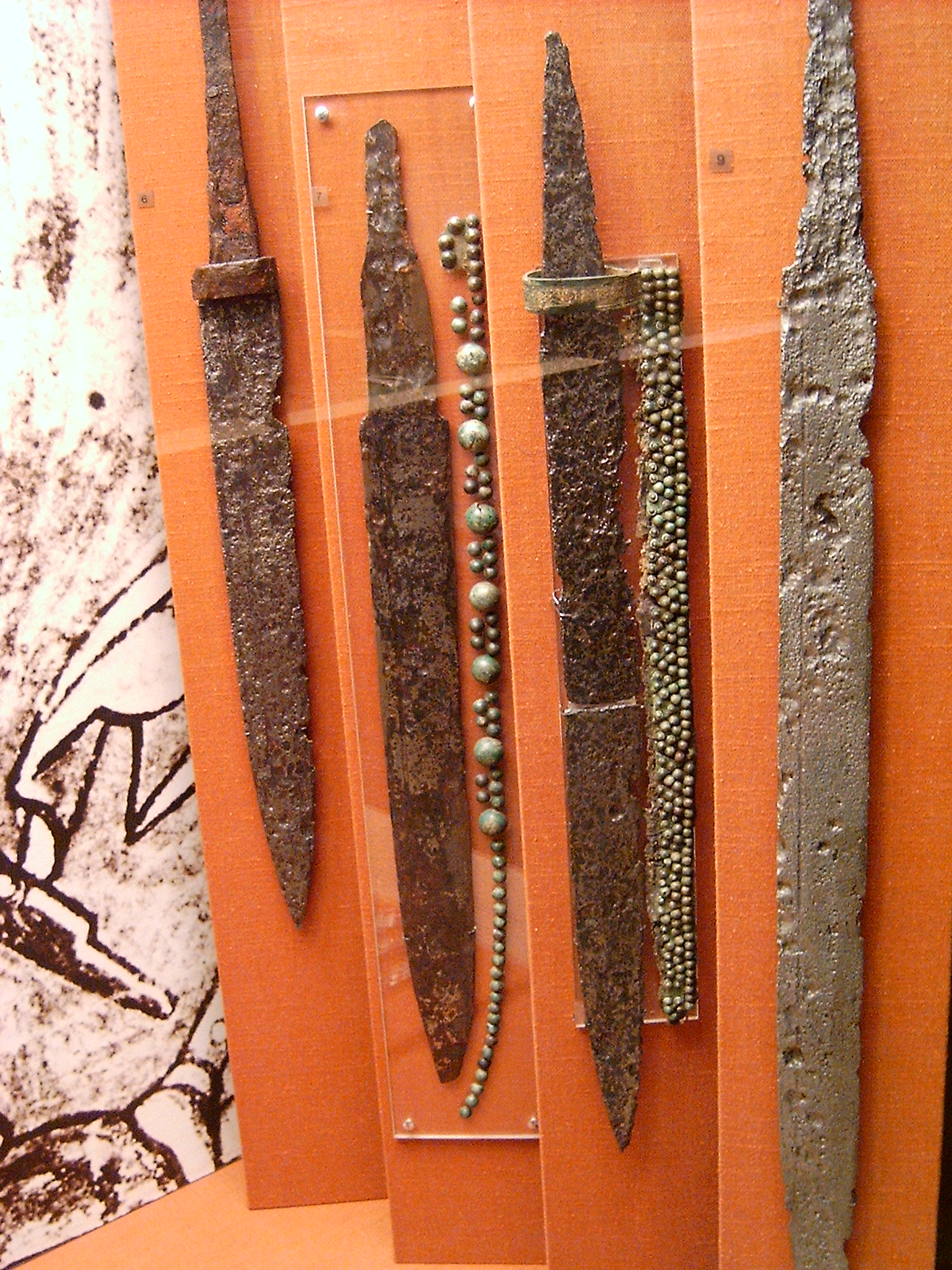
Några merovingiska saxar

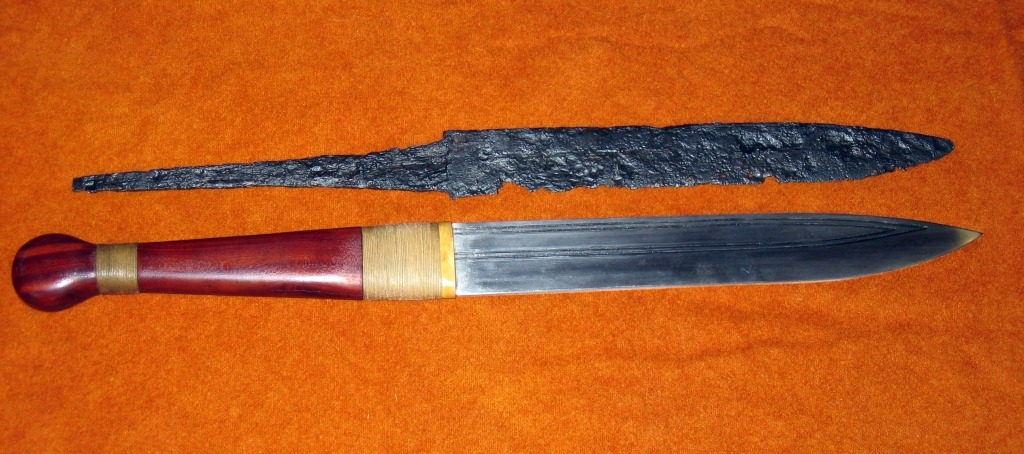
Resterna av en sax tillsammans med en replik

Sax (fornnordiska: saks, anglosaxiska: seax) eller enbak (”enkelryggad”) är en eneggad större kniv eller mindre svärd, särskilt förhistoriska sådana. Dessa var typiska för germanerna under folkvandringstiden och vikingatiden men har mycket äldre anor. Typen tillhör en vanlig klass av verktygsvapen runt om världen i form av stora knivar (jämför machete) och var tillsammans med dessa främst slipad på bara ena bladsidan (enkelvinkligt slipad), så kallad saxslipning, bland annat i syfte att förenkla och påskynda vässning.
Saxar användes som allmänt bruksverktyg samt självförsvarsvapen och föregick inte ordentliga svärd i strid, såsom spatan och de senare vikingatida svärden. De användes bland annat som huggkniv och röjkniv, exempelvis för att röja buskage och grenar i vägen.

## Etymologi
Sax har oklar etymologi. En teori är att det är besläktat med latin: secare (”skära”). Jämför sekatör. Begreppet sax finns belagt i anglosaxiskan redan på 500-talet, belagt av Gregorius av Tours 575 e.Kr. som scramasaxos (skramasaxar).
Utöver fornengelska finns sax belagt på flera olika forneuropeiska språk och deras ättlingar:
- anglosaxiska: seax, sax, sæx, sex, syx, seaxe
  - medelengelska: sax, sexe, sex, sæx, seax
    - engelska: sax, zax
    - lågskotska: saks; sax (verb); sax, saks, saxie, saksi (fornnordiska lån)

  - latin: sachsum (latiniserad fornengelska)
- fornfrisiska: sax
  - nordfrisiska: sax
  - saterfrisiska: Soaks
- fornhögtyska: sahs
  - medelhögtyska: sahs
    - tyska: Sachs
- fornlågfrankiska: sas
  - medelnederländska: sas
    - nederländska: zas
- fornnordiska: saks, sax
  - forndanska: saks
    - danska: saks, saus

  - fornsvenska: sax, saxs
    - nusvenska: sax
    - finska: sakset

  - färöiska: saxur
  - isländska: sax
  - norska: saks
- fornsaxiska: sahs, saks
  - medellågtyska: sax, saks, sachs, sass
    - lågtyska: Sass, Sachs, Sax

Saxare kan ha byggt sitt stamnamn på just ordet seax då de var kända för att använda vapnet. Saxen har dessutom behållit en symbolisk funktion i Essex och Middlesex, England, vilka båda har tre saxar i sina ceremoniella emblem.
Inom arkeologin används termen sax om eneggade svärd främst i germanskspråkiga områden under tiden 400-1100 e.Kr., särskilt Brittiska öarna, Skandinavien och Norditalien. Det kan ytterligare delas upp i saxkniv, saxdolk och saxsvärd.

### Skramasax
En variant av saxen som förekommer i tidsenlig skrift är skramasaxen (anglosaxiska: scramaseax, scramsax). Förledet scrama är samma ord som svenskans skråma och betyder ”sår” (jämför tyska: Schramme, ”köttsår”, nederländska: schram, ”skråma”).
Anmärkningsvärt för skramasaxen är att begreppet bara dyker upp i tidig medeltida litteratur (i Gregorius av Tours: Frankerkrönikan).

## Beskrivning

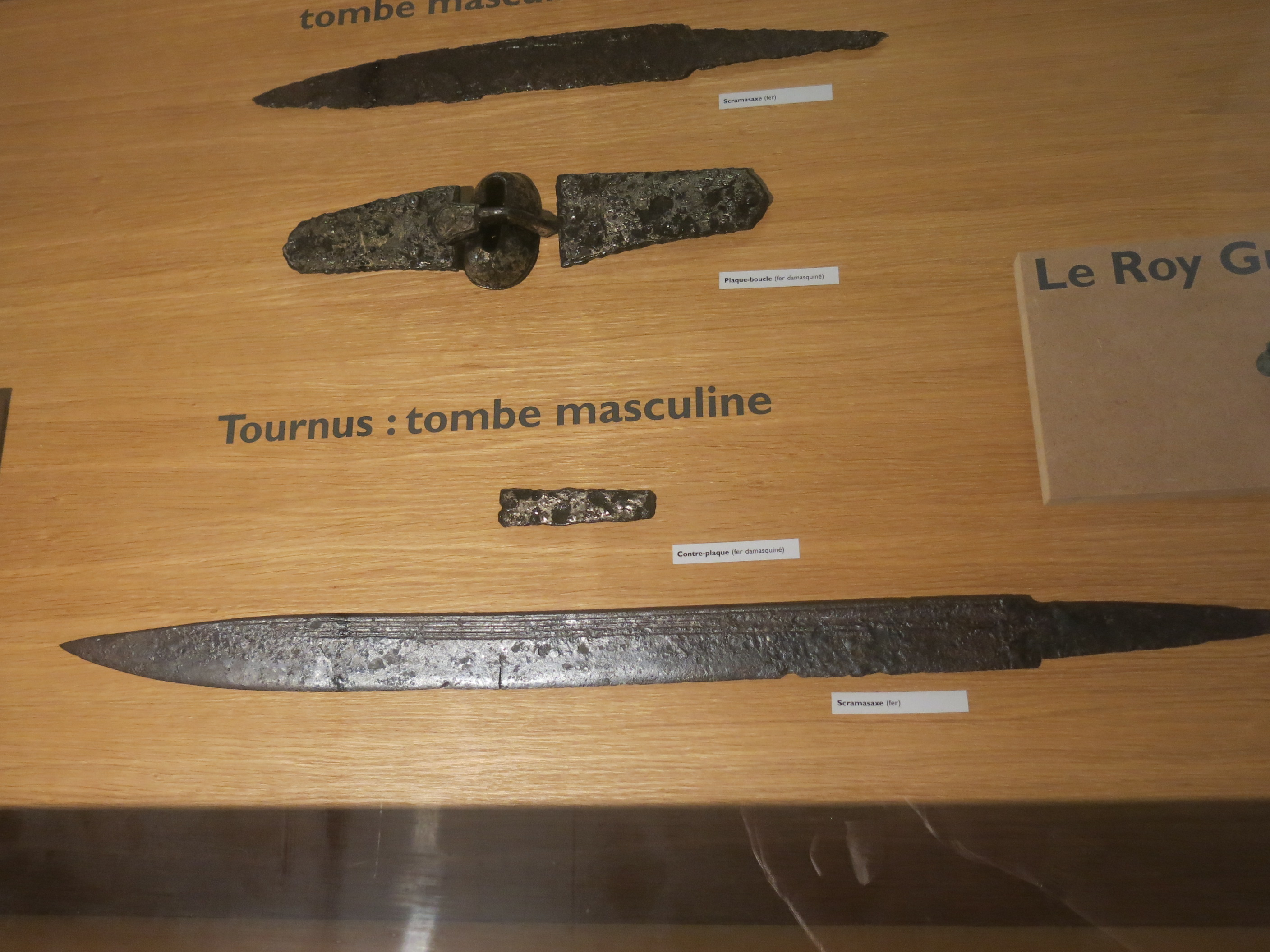
Saxsvärd från Frankrike.

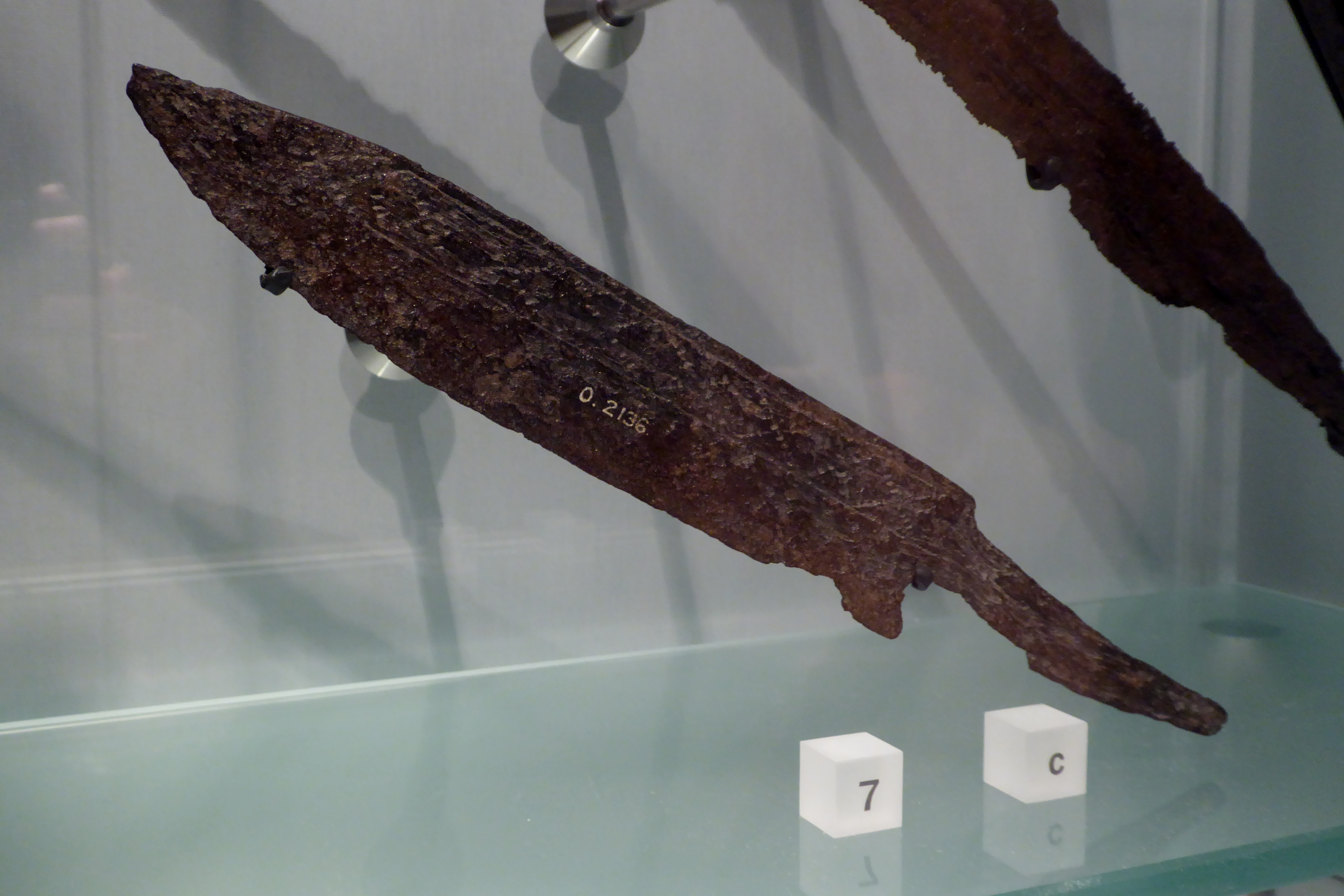
Saxkniv från England.

Saxarnas form och konstruktion uppvisar en bred variation. De vanligaste konstruktionsdetaljerna är en utskjutande tånge i klingans överkant eller mittlinje där en kavle av organiskt material (trä, horn) varit fäst, samt en stor eneggad klinga. Bladlängden var omkring 10–25 centimeter för knivar och 45–55 centimeter för svärd. Klingan bars horisontellt i bältet i en svärdsskida, med klingans egg uppåtvänd.

### Modern tysk kronologi
I Tyskland används följande definitioner av saxar från 450 till 800 e.Kr., i kronologisk ordning:
- Smal långsax (tyska: Schmaler Langsax)
- Kortsax (tyska: Kurzsax)
- Smalsax (tyska: Schmalsax) - Smalsaxen har ofta dekorativa band eller ormmönster på klingan, och inkluderar ofta metalldetaljer i fästet samt knapp. Saxen är också ofta böjd mot spetsen, med början vid svärdets mitt.
- Lätt bredsax (tyska: Leichter Breitsax) - Liknar smalsaxen men saknar ofta metalldetaljer på fästet och har bara enklare ornamentik på klingan, som parallella linjer. Klingan oftast böjd likt smalsaxens.
- Tung bredsax (tyska: Schwerer Breitsax) - Har enklare dekorationer, om några alls, samt långt (>20 cm) fäste i organiskt material. Klingan oftast böjd likt smalsaxens.
- Atypisk bredsax (tyska: Atypischer Breitsax) - Liknar den tunga bredsaxen.
- Långsax (tyska: Langsax) - Klingan mäter 50 cm eller längre, ofta med flera längsgående åsar, mönstersmidd klinga och fäste som hos bredsaxen. Klingan är ofta rak, eller lätt böjd mot spetsen. Klingans rygg böjer sig lätt, eller med en skarp vinkel mot spetsen.

Den generella kronologiska trenden är att klingan med tiden gjordes tyngre, längre och tjockare. Långsaxar, som blev vanliga i slutet av 600-talet e.Kr., var de längsta. Dessa var både smalare och lättare än sina föregångare. Ursprungligen bars saxarna tillsammans med eneggade och/eller tveeggade svärd och var antagligen menade som sidovapen. Från 600-talet och framåt blev saxarna det vanligaste eggvapnet (vid sidan av kastyxan), ibland i kombination med mindre knivar.
Resten av Europa, förutom delar av Skandinavien, följer en liknande utveckling även om saxtyperna varierar beroende på plats. Inom Skandinavien lever de stora saxsvärden kvar som längst i Norge, där man under 800-talet smidde extremt långa saxar och försåg dem med samma slags fästen som tidens vanliga tveeggade svärd.

### Ryggbruten sax

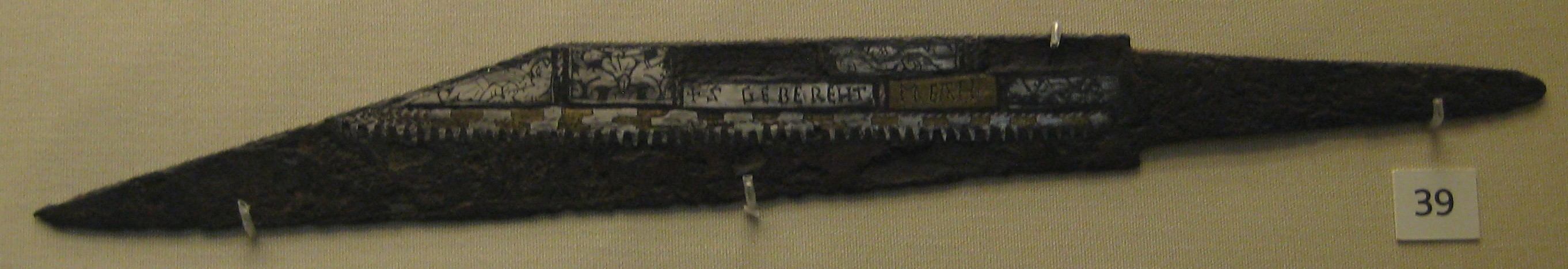
Ryggbruten sax från Sittingbourne i Kent.

En ytterligare typisk saxform är den så kallade ryggbrutna saxen. Dessa saxar har en skarpt vinklad bladrygg, som sluttar ner mot bladets spets, där sluttningen vanligen består av 1/3 till 3/5 av bladets längd. Dessa saxar återfinns både i långsaxutförande samt med mindre blad mestadels på de brittiska öarna. Ett fåtal har hittats i Tyskland. De är vanligen smidda på 700-1000-talet. Några exemplar har mönstersmidda klingor, och andra har inläggningar i silver eller koppar etc.

## Andra saxknivar
Bland andra saxknivar, alltså eneggade stora knivar eller korta svärd med saxslipning, kan nämnas:
- Falcata
- Faskinkniv
- Kopis
- Kukri
- Lövkniv
- Makhaira
- Machete
- Yatagan